# Großsteingrab Basse
Das Großsteingrab Basse war eine megalithische Grabanlage der jungsteinzeitlichen Trichterbecherkultur bei Basse, einem Ortsteil von Walkendorf im Landkreis Rostock (Mecklenburg-Vorpommern). Es wurde im späten 19. oder frühen 20. Jahrhundert zerstört. Die genaue Lage des Grabes ist nicht überliefert. Auch über Ausrichtung, Maße und Typ liegen keine näheren Informationen vor.